# 福根貝格山 (薩爾茲卡默古特山脈)
47°52′00″N 13°01′58″E / 47.866690°N 13.032720°E
福根貝格山（德語：Voggenberg），是奧地利的山峰，位於該國中部，由薩爾茨堡州負責管轄，屬於薩爾茲卡默古特山脈的一部分，處於貝格海姆境內，海拔高度600米。